# シャノン (船舶)
以前はMV GOナビゲーターとして知られていたMV シャノン（MV Shannon）は、スペースXの2隻のドラゴン宇宙船回収船の1隻。ファルコン・ランディングLLCを通してスペースXが所有するこの船は（ファルコン・ランディング社はスペースXのスペースXフェアリング回収計画およびイーロン・マスクのプライベートジェットも所有している）、姉妹船のMV ミーガンともども、プラットフォーム補給船にクルードラゴンおよびカーゴドラゴンを着水後に回収する装備を追加したものである。
ドラゴンカプセルが地球への帰還の準備を行っているときに、予定着水ゾーンの近くで待機するためにミーガンないしシャノンが出航する。着水後、高速艇が回収船から出発して安全確認および乗員の確認のためにカプセルに接近し、乗員がカプセルから出られるように回収船に吊り上げるための準備をする。NASAはスペースXに対して、着水後60分以内に宇宙飛行士がカプセルから出られるように求めている。
このミッションのために、回収船は船尾にカプセルを水中から吊り上げるためのクレーンや、宇宙飛行士のための医療ユニット、それに宇宙飛行士や、宇宙から帰還した急いで陸に戻す必要がある物資などを運ぶためのヘリパッドが備えられている。

## 船歴
GOナビゲーターのサービスは、技術的な問題が発生した場合にGOサーチャーをバックアップするための快速輸送船としてスペースXによって調達された。
2018年と2019年に本船とその乗組員はドラゴン2カプセルと宇宙飛行士の回収に備えて数時間の訓練に派遣された。本船はクルードラゴン飛行中脱出試験で回収作業を実行した。
2019 年 4 月から 5 月の間、GO Navigator は、ArabSat-6A、Starlink 0.9、STP-2、および Amos-17 ミッションのフェアリング回収作業に一時的に再割り当てされました。
Between April and May 2019, GO Navigator was temporarily re-assigned to fairing recovery operations for the ArabSat-6A, Starlink 0.9, STP-2, and Amos-17 missions.

この船は、ミーガンとともに、スペースXの最初の有人ミッションである Crew Dragon Demo-2の回収作業で重要な役割を果たた。両船は同一で、医療施設、ヘリパッド、吊り上げ用フレームなどを備えている。
「GO」は、この種の船の所有者および運営者である Guice Offshore の省略形である。
2022年初頭、本船はスペースX Crew-1に搭乗した宇宙飛行士のシャノン・ウォーカーにちなんでシャノンに改名され、GOサーチャーはスペースX Crew-2に搭乗した宇宙飛行士のミーガン・マッカーサーにちなんでミーガンに改名された。これらは、回収船ボブとダグ、およびイーロンのプライベートジェットも所有するスペースX関連企業の Falcon Landing LLC に登録されている。

## 回収ミッション一覧
| 日付           | ミッション  | 役割                 |
| -------------- | ----------- | -------------------- |
| 2019年4月11日  | ArabSat-6A  | フェアリング回収支援 |
| 2019年5月24日  | Starlink    | フェアリング回収支援 |
| 2019年6月25日  | STP-2       | フェアリング回収支援 |
| 2019年8月6日   | Amos-17     | フェアリング回収支援 |
| 2019年11月11日 | Starlink-2  | フェアリング回収支援 |
| 2020年8月2日   | Demo-2      | クルードラゴン回収   |
| 2021年1月14日  | CRS-21      | カーゴドラゴン回収   |
| 2021年3月11日  | Starlink 20 | フェアリング回収支援 |
| 2021年3月14日  | Starlink 21 | フェアリング回収支援 |
| 2021年5月2日   | Crew-1      | クルードラゴン回収   |
| 2021年5月26日  | Starlink 28 | フェアリング回収支援 |
| 2021年6月6日   | SXM-8       | フェアリング回収支援 |
| 2021年7月10日  | CRS-22      | カーゴドラゴン回収   |
| 2021年11月8日  | Crew-2      | クルードラゴン回収   |
| 2022年5月6日   | Crew-3      | クルードラゴン回収   |
| 2023年3月12日  | Crew-5      | クルードラゴン回収   |
| 2023年4月15日  | CRS-27      | カーゴドラゴン回収   |
| 2023年6月30日  | CRS-28      | カーゴドラゴン回収   |
| 2023年12月22日 | CRS-29      | カーゴドラゴン回収   |
| 2024年2月9日   | Axiom-3     | クルードラゴン回収   |
| 2024年4月30日  | CRS-30      | カーゴドラゴン回収   |

## ミッション概観

### Demo-2
Crew Dragon Demo-2ミッションでは、GOナビゲーターの予備発電機が故障していたが、それでもミッションを完了し、エンデバー カプセルを海から回収した。回収は、海上でカプセルの周りを回っていた民間のボートによる妨害を受けた。
GOナビゲーター Demo-2回収ミッション
- 入渠中のGOナビゲーター、カプセルの「巣」と折りたたみ式のアーチ状回収装置が見える。
- NASAの主任宇宙飛行士パトリック・G・フォレスター（英語版）（左）とNASAの宇宙飛行士でクルー回収主任のシェーン・キンブロー。
- 船尾に快速艇をおろしているGOナビゲーター。
- カプセルに接近するGOナビゲーター。
- GOナビゲーターの船体後方に吊り上げられるクルードラゴン エンデバー。
- GOナビゲーター船上のエンデバー内部でスペースXの航空医アニル・メノン（英語版）に迎えられるロバート・ベンケン（英語版）とダグラス・ハーリーが見える。

wiki commons にさらに画像がある